# Команче (округ, Техас)
Округ Команче (англ. Comanche county) — округ штата Техас Соединённых Штатов Америки. На 2000 год в нем проживало 14 026 человек. По оценке бюро переписи населения США в 2008 году население округа составляло 13 483 человек. Окружным центром является город Команче.

## История
Округ Команче был сформирован в 1856 году из частей округов Боске и Корьел. Он был назван в честь индейского племени Команчи.

## География
По данным бюро переписи населения США площадь округа Команче составляет 2454 км², из которых 2429 км² — суша, а 25 км² — водная поверхность (1,05 %).